# Comunidad de comunas del País de Nay
La Comunidad de comunas del País de Nay (Communauté de communes du Pays de Nay en francés), es una estructura intercomunal francesa, que a su vez es interregional e interdepartamental ya que aunque se halla situada básicamente en el departamento de Pirineos Atlánticos, de la región de Aquitania, a su vez acoge en su seno a dos comunas del departamento de Mediodía-Pirineos, de la región de Altos Pirineos.

## Historia
Fue creada el uno de enero de 2000 con la unión de las quince comunas del antiguo cantón de Nay-Este y las 10 comunas del antiguo cantón de Nay-Oeste con el nombre de Comunidad de comunas de la Vath Vielha (Communauté de communes de la Vath Vielha en francés).
El 16 de diciembre de 2011, cambió su denominación actual por orden prefectoral.
El 1 de enero de 2014, por orden prefectoral, las comunas de Arbéost y Ferrières, ambos del departamento de Altos Pirineos, abandonaron la comunidad de comunas del Valle de Azun y pasaron a formar parte de esta comunidad.
Actualmente las comunas de la comunidad forman parte, catorce del nuevo cantón de Valles del Ousse y de Lagoin, diez del nuevo cantón de Ouzom, Gave y Orillas del Neez y dos del nuevo cantón del Valle de los Gaves.

## Nombre
Debe su nombre a que todas las comunas se hallan en el área de influencia de la comuna de Nay.

## Composición
La Comunidad de comunas reagrupa 26 comunas:
| Comuna                | Código INSEE | Región            | Departamento        | Cantón                         | Población (2012) | Superficie (km²) | Densidad (hab./km²) |
| --------------------- | ------------ | ----------------- | ------------------- | ------------------------------ | ---------------- | ---------------- | ------------------- |
| Angaïs                | 64023        | Aquitania         | Pirineos Atlánticos | Valles del Ousse y de Lagoin   | 852              | 5,94             | 143                 |
| Arbéost               | 65018        | Mediodía-Pirineos | Altos Pirineos      | Valle de los Gaves             | 90               | 14.90            | 6                   |
| Arros-de-Nay          | 64054        | Aquitania         | Pirineos Atlánticos | Ouzom, Gave y Orillas del Neez | 829              | 13.47            | 62                  |
| Arthez-d'Asson        | 64058        | Aquitania         | Pirineos Atlánticos | Ouzom, Gave y Orillas del Neez | 511              | 7.32             | 70                  |
| Asson                 | 64068        | Aquitania         | Pirineos Atlánticos | Ouzom, Gave y Orillas del Neez | 2042             | 83.02            | 25                  |
| Baliros               | 64091        | Aquitania         | Pirineos Atlánticos | Ouzom, Gave y Orillas del Neez | 386              | 3.64             | 106                 |
| Baudreix              | 64101        | Aquitania         | Pirineos Atlánticos | Valles del Ousse y de Lagoin   | 526              | 2                | 263                 |
| Bénéjacq              | 64109        | Aquitania         | Pirineos Atlánticos | Valles del Ousse y de Lagoin   | 1885             | 17.04            | 111                 |
| Beuste                | 64119        | Aquitania         | Pirineos Atlánticos | Valles del Ousse y de Lagoin   | 510              | 5.84             | 87                  |
| Boeil-Bezing          | 64133        | Aquitania         | Pirineos Atlánticos | Valles del Ousse y de Lagoin   | 1245             | 8.50             | 146                 |
| Bordères              | 64137        | Aquitania         | Pirineos Atlánticos | Valles del Ousse y de Lagoin   | 642              | 4.58             | 140                 |
| Bordes                | 64138        | Aquitania         | Pirineos Atlánticos | Valles del Ousse y de Lagoin   | 2659             | 7.27             | 366                 |
| Bourdettes            | 64145        | Aquitania         | Pirineos Atlánticos | Ouzom, Gave y Orillas del Neez | 477              | 2.24             | 213                 |
| Bruges-Capbis-Mifaget | 64148        | Aquitania         | Pirineos Atlánticos | Ouzom, Gave y Orillas del Neez | 950              | 16.55            | 57                  |
| Coarraze              | 64191        | Aquitania         | Pirineos Atlánticos | Valles del Ousse y de Lagoin   | 2094             | 14.84            | 141                 |
| Ferrières             | 65176        | Mediodía Pirineos | Altos Pirineos      | Valle de los Gaves             | 104              | 16.97            | 6.1                 |
| Haut-de-Bosdarros     | 64257        | Aquitania         | Pirineos Atlánticos | Ouzom, Gave y Orillas del Neez | 307              | 12.31            | 25                  |
| Igon                  | 64270        | Aquitania         | Pirineos Atlánticos | Valles del Ousse y de Lagoin   | 939              | 5.33             | 176                 |
| Lagos                 | 64302        | Aquitania         | Pirineos Atlánticos | Valles del Ousse y de Lagoin   | 471              | 4.46             | 106                 |
| Lestelle-Bétharram    | 64339        | Aquitania         | Pirineos Atlánticos | Valles del Ousse y de Lagoin   | 858              | 99               | 8.63                |
| Mirepeix              | 64386        | Aquitania         | Pirineos Atlánticos | Valles del Ousse y de Lagoin   | 1255             | 3.29             | 381                 |
| Montaut               | 64400        | Aquitania         | Pirineos Atlánticos | Valles del Ousse y de Lagoin   | 1129             | 15.41            | 73                  |
| Nay                   | 64417        | Aquitania         | Pirineos Atlánticos | Ouzom, Gave y Orillas del Neez | 3209             | 5.27             | 609                 |
| Pardies-Piétat        | 64444        | Aquitania         | Pirineos Atlánticos | Ouzom, Gave y Orillas del Neez | 439              | 7.47             | 59                  |
| Saint-Abit            | 64469        | Aquitania         | Pirineos Atlánticos | Ouzom, Gave y Orillas del Neez | 349              | 4.22             | 83                  |
| Saint-Vincent         | 64498        | Aquitania         | Pirineos Atlánticos | Valles del Ousse y de Lagoin   | 379              | 16.61            | 23                  |

## Competencias
La comunidad es un organismo público de cooperación intercomunal.
Sus recursos provienen del impuesto sobre los rendimientos del trabajo único, del sistema de contribuciones que se aplica a los residuos y asignaciones y subvenciones de diversos socios.
Sus competencias en general se centran en el desarrollo económico, medio ambiental, de empleo y los servicios comunitarios a los habitantes:
- Ordenación del Territorio
  - Plan de Coherencia Territorial (SCOT, en francés).
  - Plan Sectorial.
- Desarrollo y organización económica
  - Acción de desarrollo económico de las actividades industriales, comerciales o de empleo, (apoyo de las actividades agrícolas y forestales...).
  - Creación, organización, mantenimiento y gestión de zonas de actividades industriales, comerciales, terciario, artesanal o turístico.
- Desarrollo y organización social y cultural
  - Actividades culturales y socioculturales.
  - Actividades deportivas.
  - Construcción y/u organización, mantenimiento, gestión de equipamientos o establecimientos culturales, socioculturales, socioeducativos, deportivos…, etc.
  - Transporte escolar.
- Medio ambiente
  - Saneamiento no colectivo.
  - Recogida y tratamiento de los residuos urbanos y asimilados.
  - Protección y valorización del Medio Ambiente.
- Vivienda y hábitat
  - Programa local del hábitat.
- Servicio de vías públicas
  - Creación, organización y mantenimiento del servicio de vías públicas.
- Otros
  - Adquisición comunal de material.
  - Informática, Talleres vecinales.